# Publio Vinicio
Publio Vinicio (en latín, Publius Vinicius) fue un senador romano del siglo I.

## Familia
Publio Vinicio era hijo de Marco Vinicio, quien fue consul suffectus en el año 19 a. C.

## Carrera
Publio Vinicio fue senador en los reinados de Octavio Augusto y de Tiberio. Se sabe que ostentó los cargos de legado en las provincias de Macedonia y Tracia. Además, fue tribuno militar a las órdenes de Veleyo Patérculo en el momento en que se creó la provincia de Mesia.
Luego, en el año 2 fue cónsul ordinario junto a Publio Alfeno Varo ejerciendo hasta el 30 de junio, siendo sustituido por Publio Cornelio Léntulo Escipión.
Tras su consulado fue procónsul en la provincia de Asia, según la mayoría de los historiadores. Cuando su patrono Cneo Calpurnio Pisón fue acusado de la muerte de Germánico, lo defendió.
Fue considerado un gran orador.

## Descendencia
Su hijo fue Marco Vinicio, quien ostentó el consulado en los años 30 y 45.